# Santa Elena (Florida)
Santa Elena fue una ciudad novohispana fundada en 1566, situada en Parris Island, Carolina del Sur, EE. UU.. 
Fundada por Pedro Menéndez de Avilés, se trató de la primera ciudad establecida por europeos en el estado de Carolina del Sur. Además, fue la primera capital de la Florida española de 1566 a 1587, perteneciente al Virreinato de Nueva España. Fue la primera capital colonial establecida en EE. UU., a la que siguen en antigüedad San Agustín en 1587 y Jamestown en 1616.
Sus restos se encuentran en el yacimiento arqueológico Charlesfort-Santa Elena, Hito Histórico Nacional de los EE. UU..

## Historia

### Precedentes
A principios del siglo XVI esta zona de las costas atlánticas de los EE. UU. fueron exploradas por Esteban Gómez (1524-1525) y Pedro de Quexos (1525). Además, Lucas Vázquez de Ayllón intentó, sin éxito, el establecimiento del efímero San Miguel de Gualdape (1526) en el actual estado de Virginia.En 1540 Hernando de Soto realizó la exploración de La Florida, que abarcó un amplio territorio, incluidas las actuales Georgia y Las Carolinas. También en 1559, Tristán de Luna y Arellano realizó un intento fallido para establecerse en Pensacola.

### Fundación en 1566
En 1565, ante las campañas de ocupación de los territorios bajo soberanía española en Florida emprendidas por los hugonotes franceses durante las guerras de Religión, Felipe II de España ordenó a Pedro Menéndez de Avilés la expulsión de cuantos franceses se hubieran establecido en el territorio y la destrucción de sus asentamientos.

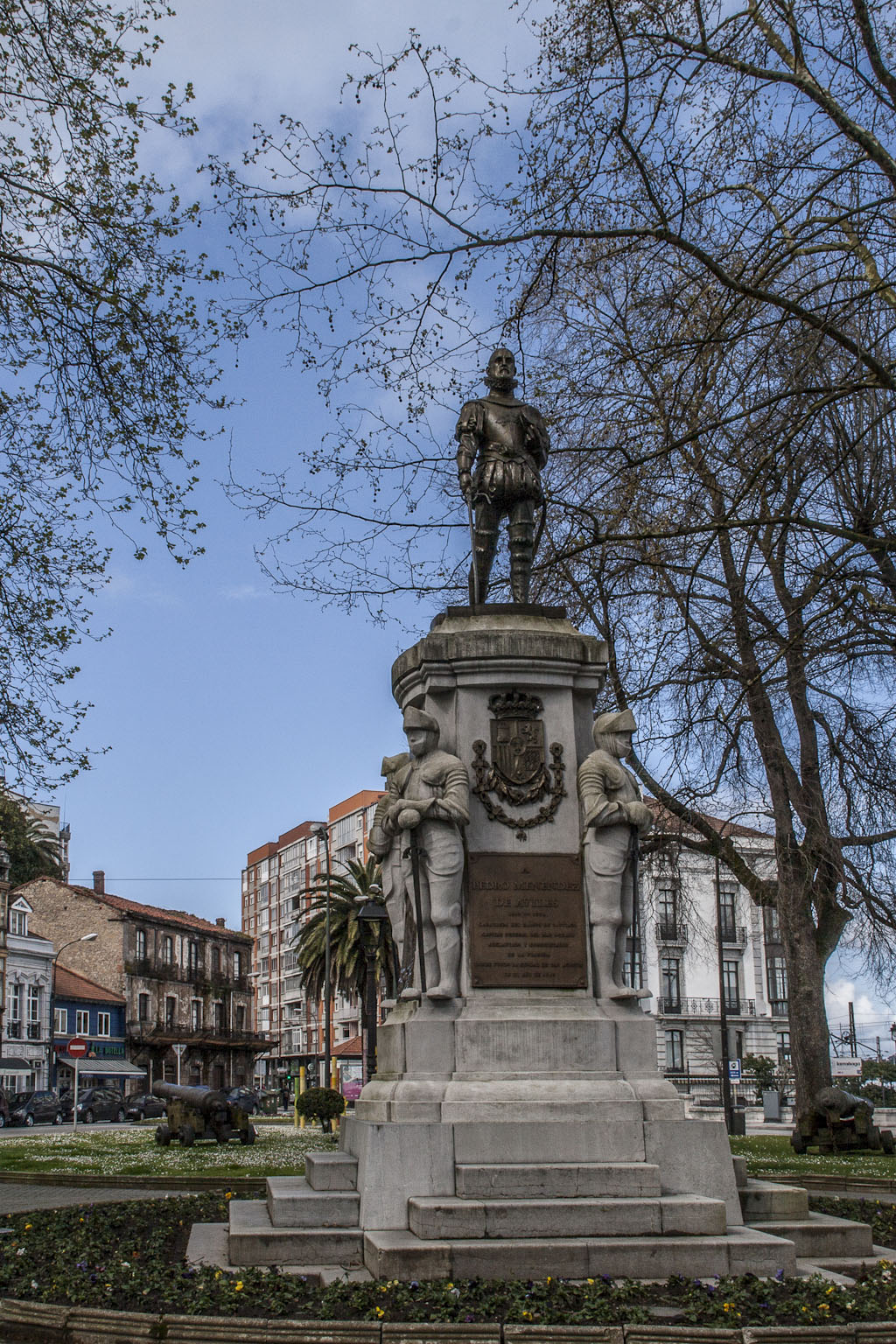
Monumento a Pedro Menéndez de Avilés, Avilés (España)

Tras la expedición de castigo y destrucción del efímero fuerte Caroline (Jacksonville, Florida) en 1565, a Menéndez de Avilés se le encomendó frenar el plan hugonote de establecer la Florida Francesa a expensas de los territorios de soberanía española de La Florida. Procedió a la vertebración del territorio con la ocupación de fuerte Caroline bajo la denominación de fuerte San Mateo, la consolidación de San Agustín (Florida) y el establecimiento de la población de Santa Elena en la actual Carolina del Sur. Santa Elena fue fundada en 1566 el emplazamiento el fuerte Charlesfort, un efímero puesto francés establecido por Jean Ribault ocupado de 1562 a 1563.
Desde Santa Elena Juan Pardo comenzó una expedición para ocupar el interior hasta alcanzar los montes Apalaches con una serie de fuertes. Pardo debía conquistar el territorio, es decir, lograr alianzas con los indígenas o someterlos por la fuerza, evangelizarlos y explorar una posible ruta comercial que conectara con las minas de México. La expedición de 125 hombres partió en diciembre de 1566, fundando Cuenca y su fuerte de San Juan de Xuala (1567), primera población europea de la actual Carolina del Norte. Se trataba de zona de importancia de la cultura misisipiana. En una expedición al año siguiente, construyó cinco fuertes más, dejando guarniciones en la espina dorsal de los Apalaches. Regresó a Santa Elena sin pasar por Joara. Dieciocho meses después, una rebelión indígena devastó San Juan de Xuala, asesinando a su guarnición e incendiando los fuertes establecidos por Pardo. Esta derrota hizo desistir a España de promover nuevos intentos de adentrarse en el interior de esta zona de EE. UU.
En 1576 Santa Elena sufrió la revuelta de los orista y escamacu, quieres incendiaron el fuerte San Felipe. Al año siguiente se reconstruyó la población y se mejoró su sistema de defensa con el fuerte San Marcos. En Santa Elena se estableció una misión jesuita, desde la que se promovieron otras. Del testimonio de la presencia en Santa Elena de Francisco Pareja y la evangelización de los indígenas timucua data la publicación de su Catecismo en lengua castellana y timuquana (1612). Los escamacu o indios de Santa Elena pertenecían al pueblo Cusabo, fueron evangelizados y mantuvieron su religión y sobrevivió como tribu hasta principios del siglo XVII, cuando fueron asimilados en tribus más grandes.
En 1580 una nueva revuelta de 2000 indígenas fue derrotada.

### Abandono y traslado a San Agustín en 1587
La enorme extensión de los territorios de soberanía hispanoamericana, el hostigamiento de los piratas respaldados por las naciones enemigas de España y la falta de acuerdos con los indígenas ocasionaron el repliegue de España. A mediados de 1587 se ordenó el abandono de la población, que contaba con entre 400 y 450 vecinos entre españoles e indígenas, en detrimento de San Agustín, que fue nombrada nueva capital de La Florida. España no ejerció reclamaciones de estos territorios atlánticos al norte de Florida, que finalmente fueron colonizados en el siglo XVII por Inglaterra dando lugar a la colonia de Las Carolinas.

## Sitio arqueológico Charlesfort-Santa Elena
El sitio arqueológico de Charlesfort-Santa Elena es un Hito Histórico Nacional de los EE. UU.. Se trata de un ejemplo sin parangón en los EE. UU. sobre las disputas territoriales en la época colonial.
Se observan los restos de los fuertes San Salvador, construido por Menéndez en 1566, del fuerte San Felipe y del fuerte San Marcos, construido en 1577 para la mejora de la defensa de la población. El fuerte San Felipe se erigió sobre el primitivo fuerte Charlesfort hugonote, añadiéndosele un foso. En los últimos años, el sitio de Santa Elena ha sido ampliamente estudiado a través de la investigación arqueológica.